# The Muffins
The Muffins — американская прогрессивная рок-группа из округа Колумбия, созданная в 1975 году, близкая по духу кентерберийской сцене и движению Rock in Opposition. Группа записала три студийных альбома и распалась в 1981 году, но в 1998 году вновь собралась. Основных участников группы четверо, это Дейв Ньюхауз, Том Скотт, Билли Суонн и Пол Сиэрс. При этом в группе участвовало много других музыкантов, но все они не задерживались в составе. С группой сотрудничал Фред Фрит, он продюсировал альбом <185>, а группа в свою очередь участвовала в записи его альбома Gravity. В звучании The Muffins важное место занимают духовые инструменты: саксофоны, кларнет, флейты. Музыка насыщена полиритмизмом, импровизацией, неповторяющимися мелодиями, диссонансами.

## Дискография
- Secret Signals II (1975)
- Manna/Mirage (1977)
- Air Friction (1979)
- <185> (1981)
- Open City (сборник, 1985)
- Chronometers (1992, сборник ранее не выпускавшегося материала, записанного в 1975—1976 годах)
- Bandwidth (2002)
- Air Live (2002)
- Double Negative (2004)
- Loveletter #2 (2005)

## Состав
- Дейв Ньюхауз — клавишные, духовые, перкуссия
- Том Скотт — духовые, перкуссия
- Билли Суонн — бас-гитара, гитара, перкуссия, вокал
- Пол Сиэрс — барабаны, перкуссия